# Mehräugige Kamera
Mehräugige Kameras besitzen im Gegensatz zu herkömmlichen Fotoapparaten mehrere Objektive.
Zweiäugige Spiegelreflexkameras, meistens für die Verwendung mit Rollfilmen konstruiert, haben ein Objektiv zum Betrachten des Motivs, ein zweites zum Belichten des Films. Vorteile gegenüber SLR-Kameras (Single Lens Reflex): leises und erschütterungsfreies Aufnehmen, da kein Klappspiegel. Nachteil: größer, da zwei Objektive gebraucht werden, Wechselobjektive nur begrenzt möglich, Parallaxenfehler bei Nahaufnahmen.

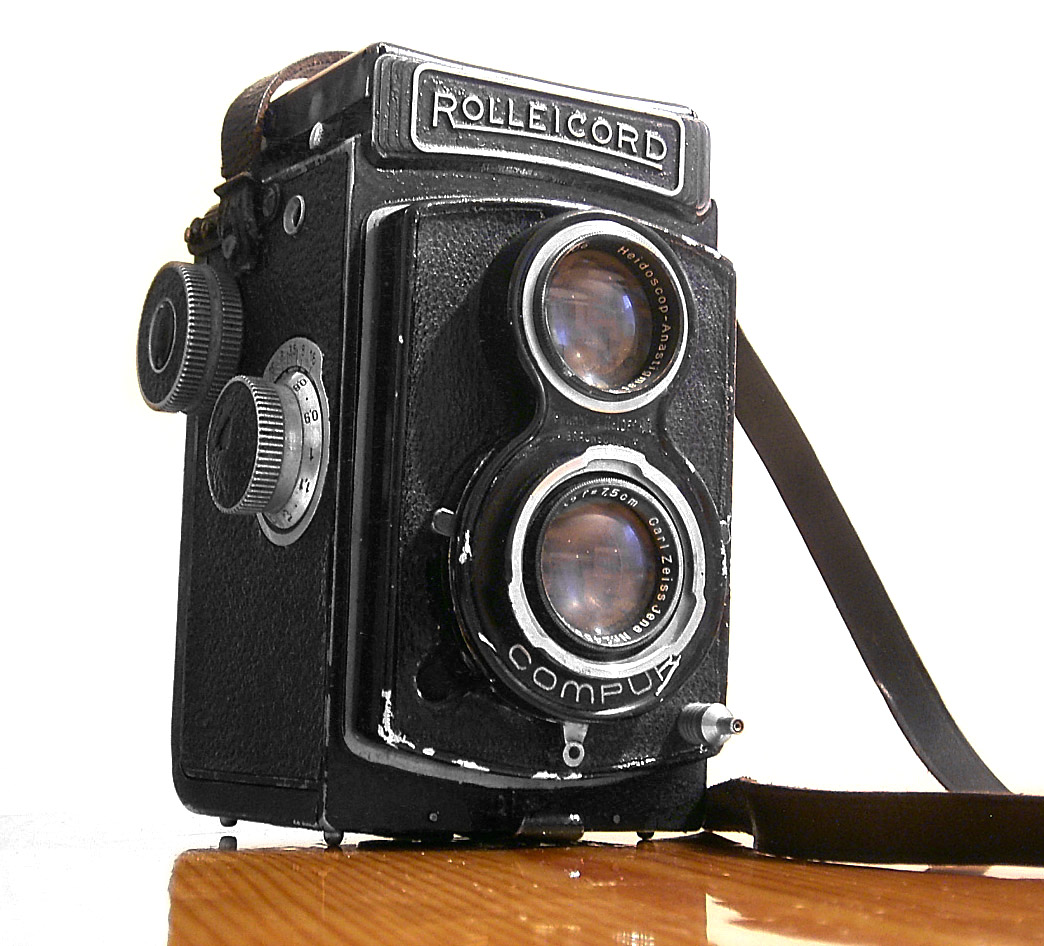
Zweiäugige Kamera Rolleicord, ca. 1960

Stereokameras besitzen 2 Objektive, die meistens im Abstand der Augen voneinander angebracht sind und erlauben die Aufnahme von stereoskopischen Bildern.
Spezielle Kameras zur Erstellung von Linsenraster-Bildern haben meistens vier nebeneinander angebrachte Objektive.
Weiterhin gibt es Kameras mit 4 Objektiven, die die Aufnahme von 4 Passfotos gleichzeitig ermöglichen.